# Nord-Ouest du Minas
Le Nord-Ouest du Minas est l'une des 12 mésorégions de l'État du Minas Gerais. Elle regroupe 19 municipalités groupées en 2 microrégions.

## Données
La région compte 343 383 habitants pour 62 381 km2.

## Microrégions[1]
La mésorégion du Nord-Ouest du Minas est subdivisée en 2 microrégions:
- Paracatu
- Unaí